# باز صحرا
بازِ صحرا (انگلیسی: Hawk of the Wilderness) سریالی بر اساس رُمان‌های ماجراجویی کیوگا نوشته ویلیام ال چستر (۱۹۰۷–۱۹۷۱) نویسندهٔ فیلم است. کیوگا یک کودک سفیدپوست تارزانسک بود که در جزیره‌ای گمشده در دایره قطب شمال، جایی در شمال سیبری که توسط چشمه‌های حرارتی و جریان‌های ناشناخته گرم می‌شد، بزرگ شد. چستر چهار رمان کیوگا نوشت. اولین مورد، بازِ صحرا (۱۹۳۵) بود که به عنوان سریال ۱۲ قسمتی در سال ۱۹۳۸ فیلمبرداری شد.